# Lycodonomorphus leleupi
Lycodonomorphus leleupi är en ormart som beskrevs av Laurent 1950. Lycodonomorphus leleupi ingår i släktet Lycodonomorphus och familjen snokar. Inga underarter finns listade i Catalogue of Life.
Denna orm förekommer i södra Kongo-Kinshasa, östra Zimbabwe, Malawi, Zambia och västra Moçambique. Honor lägger ägg.